# Bank Internasional Indonesia
Die PT Bank Maybank Indonesia ist eine 1959 gegründete indonesische Bankengruppe mit Sitz in Jakarta. Sie ist die sechstgrößte Bank Indonesiens und im Besitz der Familie von Eka Tjipta Widjaja.
Die Bank Internasional Indonesia ist auf den Cookinseln eingetragen und bietet Depositen- und Emissionsgeschäfte, Versicherungen, Wertpapierhandel und ähnliche Finanzdienstleistungen an, darunter z. B. Privatkundengeschäft, Bereitstellung von Kreditkarten-Services und Anwendungen für elektronische Kapitaltransfers. Eine Besonderheit der Bank stellen Finanzdienstleistungen dar, die den Vorgaben der Scharia entsprechen. Die Gruppe verfügt über eine Hauptgeschäftsstelle, 60 Geschäftsstellen und 122 untergeordnete Filialen. 
Seit 1989 ist die Bank börsennotiert. Nach der Finanzkrise 1997 schrieb die Bank 9,7 Mrd. $ Verlust und wurde daraufhin von der indonesischen Regierung übernommen und rekapitalisiert. Ende 2003 verkaufte die Regierung 56,8 % der Aktien der Bank an Sorak Financial Holdings, ein Konsortium ausländischer Banken und Investoren unter Führung der Asia Financial Holdings. Die Managementleitung der Bank wurde ebenfalls an das Konsortium übertragen.